# Усцяни-Старі
Усцяни-Старі (пол. Uściany Stare, нім. Grünheide) — село в Польщі, у гміні Піш Піського повіту Вармінсько-Мазурського воєводства.
Населення — 156 осіб (2011).
У 1975-1998 роках село належало до Сувальського воєводства.

## Демографія
Демографічна структура станом на 31 березня 2011 року:
|          | Загалом | Допрацездатний вік | Працездатний вік | Постпрацездатний вік |
| -------- | ------- | ------------------ | ---------------- | -------------------- |
| Чоловіки | 77      | 21                 | 46               | 10                   |
| Жінки    | 79      | 22                 | 40               | 17                   |
| Разом    | 156     | 43                 | 86               | 27                   |